# Río Margañán
El Margañán es un curso de agua del interior de la península ibérica, perteneciente a la cuenca del Duero. El río, que discurre por las provincias españolas de Ávila y Salamanca, termina desembocando en el Almar.

## Toponimia

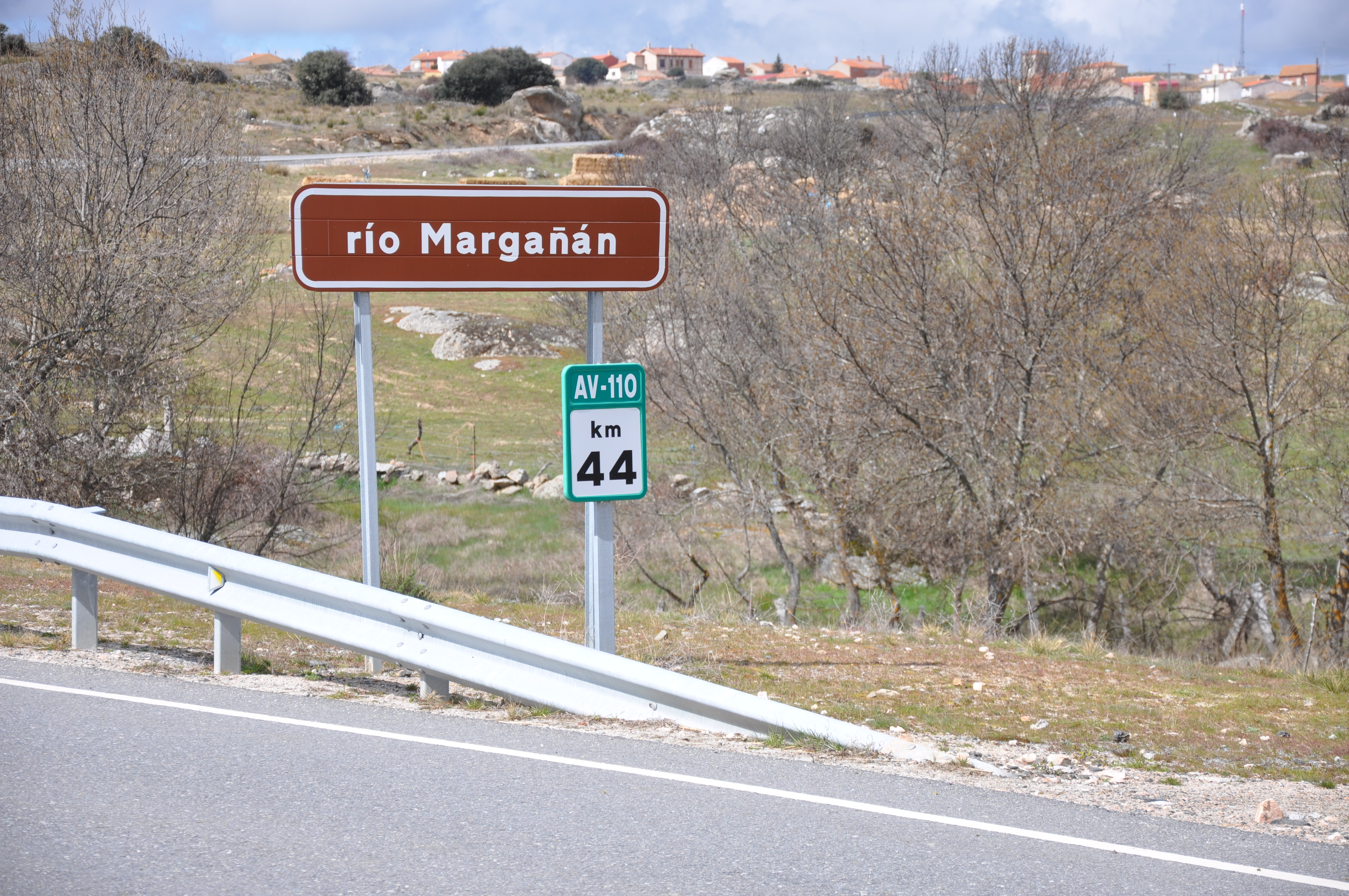
Letrero con el nombre del río

En clave etimológica, el nombre de Margañán podría provenir de los vocablos bereberes "Ma-algannam", que se traduce como "agua del pastor", aunque hay otras interpretaciones, como esta de origen céltico: Mar- (lugar) -gañán (pastos, hierbas) lo que significaría lugar de pastos.
Aunque hoy en día es conocido por el nombre de Margañán, a lo largo de la historia ha recibido otros nombres parecidos como lo son Margañón, Misgañín, Mingusín o Margalla. El sacerdote de Tordillos, localidad por donde pasa este río, Josep Nieto lo describe allá por 1766 de la siguiente forma (este escrito está copiado tal y como fue escrito por lo que es normal que haya diferencias entre la morfología y la sintaxis actuales y las de este fragmento):

Río o arroio, que passa por Coca, nace del término del lugar de Badillo de la Sierra de varios manantiales, junto a nuestra Señora del Risco, ai en dicha Hermitta un hospizio de religiosos agustinos, y está cerca del cerro que llaman Salrrotta, es una sierra bastante alta y al pie de este alto, está un lugar que llaman Villatoro y es toda tierra y obispado de Ávila. Baja dicho río a los molinos de Veguillas y siguiendo agua abajo, passa por Cabezas del Villar, Malpartida, Santiago de la Puebla, este de Tordillos, Coca, Peñarandilla, Jimingómez y, a poca distancia, se juntta con el río Almar, de modo que abrá de este de Jimingómez a la Granja medio quarto de legua, y se llama dicho río Misgañín [sic].
Josep Nieto (1766)

## Descripción

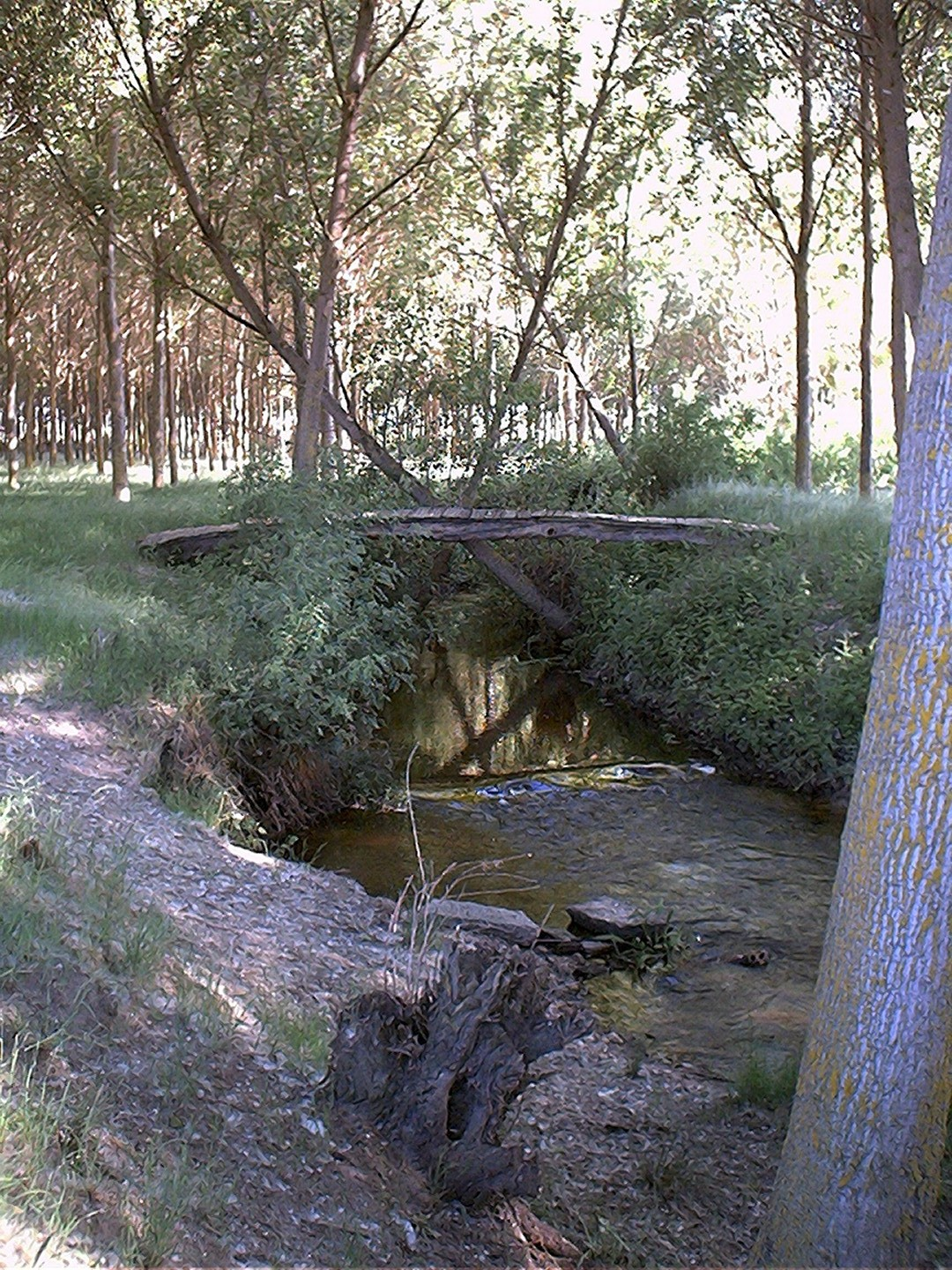
El río Margañán a su paso por Macotera.

Nace en el término municipal de Villanueva del Campillo en el pago de Navalasmajadas en la vertiente norte  de la Sierra de Ávila; continua por la Cocina de los Moros al oeste del Pico de Prado Redondo (1634 m) y entra en el término de  Vadillo de la Sierra (Ávila) por Prado Casero, atravesando los siguientes pagos: La Pesquera , los Pacederos donde recibe por la margen derecha el arroyo de Valdespinar y el de  Santa Lucía que viene de la vertiente norte de Cerro de Berrueco Negro (1608 m), La Salamanca donde recibe por la margen derecha aguas del Cerro de las Cinco Fuentes (1464 m); los Vallejones, Álamos Blancos, El Berrueco donde recibe por la margen izquierda el agua del regato de los Guijos, El Colmenar y Senara Nueva; entra en el término de Cabezas del Villar todavía en la provincia de Ávila, en la Dehesa de Revilla por la Revuelta de la Canaleja, quedando las cijas de Navalalegua en la margen izquierda. Recibe las aguas por la margen derecha de dos arroyos uno que viene de la Cimera del Hoyo Serranos dejando a su derecha el Palacio de Revilla que le separa del otro el  arroyo  del Hoyo de Serranos. Antes de dejar la provincia de Ávila, recibe por la derecha las aguas del arroyo de Zurraquín. Después en la provincia de Salamanca pasa por los términos municipales de Malpartida, Santiago de la Puebla, Macotera, Tordillos, Coca de Alba, Peñarandilla y Garcihernández (pedanías de Jemingómez, La Cida y La Granja) donde desemboca en el río Almar. Este río además da nombre a una Mancomunidad que integra los siguientes pueblos: Alaraz, Macotera, Malpartida, Salmoral, Santiago de la Puebla y Tordillos. 